# Z-变体
在 Unicode 中日韓統一表意文字中，如果两个字形共享相同的词源，但外观和 Unicode 字符编码稍有不同，则两个字形互为Z-变体（英語： 或 ）。

## Z轴上的区别
統一碼對中日韓統一表意文字的分配通过三个“轴”来组织。X-变体表示语义上的差异；例如，拉丁大写字母“A”和希腊大写字母“Α”互为X-变体（尽管这个术语并不常见）。Y-变体表示外观上的显著差异，语义上差异不大；例如，繁体字和简体字互为Y-变体。Z-变体則表示较小的印刷差异。 例如，和互为Z-变体，和也互为Z-变体。在統一碼官方網站的术语表中，将“Z-变体”定义为“两个具有相同语义和统一形状的中日韓統一表意文字”。
因此，如果漢字完美地统一，Z-变体也不会出现。Z-变体的作用是帮助文字在統一碼和其他CJK编码（比如 大五碼 和 中文資訊交換碼）之间切換。例如，中文資訊交換碼中，“莊”的编码为21552D，同时其Z-变体“荘”的编码为2D552D。这两个变体在統一碼中分别被赋予了不同的碼位，因此可以无损的将文本在中文資訊交換碼编码和統一碼码之间转换。

## 问题
关于“Z-变体”确切的定义， 还存在一些疑惑。例如，在2002年的互联网草案 RFC 3743 中，和被定义为“Y-变体”，而和新字體则都被統一碼聯盟的统汉字数据库认为是Z-变体。

## 其他
- 向下兼容